# Dani Mantero
Dani Mantero (Huelva, 28 de octubre de 1974) es un actor español.

## Historia
Iniciado en el mundo de la interpretación desde niño gracias a su trabajo en compañías de teatro aficionadas de Huelva, funda en 1993, con 18 años, su propia compañía teatral, con la que recorre circuitos universitarios y aficionados por toda España.  Posteriormente, tras formarse en interpretación ante la cámara, da el paso al audiovisual mediante la participación en cortometrajes , hasta que en 2009 comienza a rodar la serie "Malviviendo", del director canario David Sainz, con el que inicia una excelente relación laboral que da lugar a participar en sus producciones para tv, cine e internet, como  "En Fin", para Prime Video, o anteriormente trabajos como "Flaman", "Mambo", "Grasa", o la película "Obra 67". 
Ha participado desde entonces en series de tv como Muertos SL, Eva & Nicole, Élite, Vestidas de azul, Acacias 38, Cuéntame, La que se avecina, Amar es para siempre, Allí Abajo, trabajos que compagina con  spots de televisión, locuciones para publicidad y doblaje, así como más de una decena de producciones teatrales.
Actualmente compagina sus trabajos en cine y televisión con el de Gestor Cultural y docente de interpretación ante la cámara, así como locutor y ocasionalmente actor de doblaje.

## Filmografía
Cine
- Un hijo Dir. Nacho La Casa
- Vírgenes Dir. Álvaro Díaz Lorenzo
- Las chicas de la estación Dir. Juana Macías / Feelgood Media
- Modelo 77 Dir. Alberto Rodríguez / Atípica Films
- Parking Dir. Tudor Giurgiu / Libra Film, Tito Clint Movies y Evolution Films
- Cuando los ángeles duermen Dir. Gonzalo Bendala / Aralan Films
- Lugares Dir. Manuel Noguera /
- Diamantino Dir. Jesús Ponce / Mediared XL Producciones
- Obra 67 Dir. David Sainz/Diffferent Ent. / Calle 13 Universal
- Un mundo cuadrado. Dir. Álvaro Begines/La Zanfoña
- Próxima Dir. Carlos Atanes/Fortnox Audiovisual

Televisión
- Eva & Nicole Dir. Daniel Écija/ Atresmedia
- En fin Dir. David Sainz/ Prime Video
- Vestidas de azul Dir. Claudia Costafreda / Atresmedia
- Grasa Dir. David Sainz/ TVE Playz
- Acacias 38  Dir. Javier Pulido / TVE / Episodios 1137 y 1138
- Élite Dir. Silvia Quer/ Netflix / Episodio 4 (2ª Temporada)
- Mambo Dir. David Sainz/ TVE Playz
- Amar es para siempre Dir. Eduardo Casanova / Antena 3 TV
- Centro Médico Dir. Raquel Barrero / TVE
- Brigada de fenómenos Dir. Marta Ruiz / Canal Sur TV / Episodio 11
- Entertainment Dir. David Sainz / Flooxer A3Media / Episodios 1x08, 1x09 y 2x08
- Allí abajo  Dir. Jacobo Martos / Antena 3 / Episodios 3 y 14
- Cuéntame como pasó  Dir. Antonio Cano / TVE / Episodio 282
- La que se avecina  Dir. Laura Caballero / Telecinco / Episodio 100
- Malviviendo  Dir. David Sainz / Canal TNT España. 20 episodios en 3 temp.
- Flaman Dir. David Sainz / Canal Sur TV. 12 episodios en 1 temporada.
- La respuesta está en la Historia Dir. Luis Melgar / Canal Sur TV. 3 episodios en 1 temporada.
- Power Wonders. Dir. David Sainz / Canal TNT España. 2 episodios en 1 temporada.
- El Viaje de Peter McDowell.  Dir. David Sainz / Canal Sur TV.  5 episodios en 1 temporada.